# Luran Ahmeti
Luran Ahmeti (mazedonisch Луран Ахмети; * 31. Juli 1974 in Skopje, SR Mazedonien, SFR Jugoslawien; † 25. März 2021 ebenda) war ein nordmazedonischer Schauspieler.

## Leben und Karriere
Luran Ahmeti wurde am 31. Juli 1974 in Skopje geboren. Er war albanischer Abstammung und hatte an der Universität Skopje studiert. Sein Debüt gab Ahmeti 1998 in dem Kurzfilm Puppet Show. Von 2007 bis 2009 war er in der Fernsehserie Elveda Rumeli zu sehen. 2013 trat er in der Serie Muhteşem Yüzyıl auf.
Unter anderem wurde Ahmeti 2015 für den Film Limonata gecastet. Zwischen 2015 und 2016 bekam er eine Rolle in der Serie Büyük Sürgün Kafkasya. Anschließend spielt er 2020 in dem Film Acı Kiraz mit. Am 25. März 2021 starb er im Alter von 46 Jahren an den Folgen von COVID-19.

## Filmografie (Auswahl)
Filme
- 1998: Puppet Show
- 2001: Stories about Love
- 2004: Bal-Can-Can
- 2007: 10
- 2007: Izstop
- 2010: Hayde Bre
- 2011: Güzel Günler Göreceğiz
- 2015: Limonata
- 2020: Acı Kiraz
- 2021: Lena i Vladimir

Serien
- 2003: Sedum prikazni, za ljubovta i svrsuvanjeto
- 2007–2009: Elveda Rumeli
- 2009: Balkan Düğünü
- 2009: Bahar Dalları
- 2011: Tek Başımıza
- 2011: Reis
- 2013: Das osmanische Imperium  – Harem: Der Weg zur Macht (Muhteşem Yüzyıl)
- 2015: Mutlu Ol Yeter
- 2015–2016: Tal der Wölfe – Hinterhalt (Kurtlar Vadisi Pusu)
- 2015–2016: Büyük Sürgün Kafkasya